# Krásnohorská Dlhá Lúka
Krásnohorská Dlhá Lúka és un poble i municipi d'Eslovàquia. Es troba a la regió de Košice, a l'est del país.

## Història
La primera referència escrita de la vila data del 1338.

## Demografia
| Godina             | 1994 | 2004   | 2014   | 2024   |
| ------------------ | ---- | ------ | ------ | ------ |
| Nombre de persones | 697  | 685    | 719    | 701    |
| Diferència         |      | −1,72% | +4,96% | −2,50% |

| Godina             | 2023 | 2024   |
| ------------------ | ---- | ------ |
| Nombre de persones | 699  | 701    |
| Diferència         |      | +0,28% |